# Voalavo antsahabensis
Voalavo antsahabensis é uma espécie de roedor da família Nesomyidae.
É endêmica de Madagascar.